# Centaur Technology

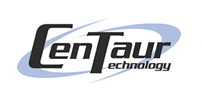
Registro de tecnología de Centauro

Centaur Technology es una compañía estadounidense filial de la taiwanwesa VIA Technologies diseñadora de CPU tipo x86.
Inicialmente perteneciente a IDT, fue fundada en 1995. Diseñó una serie de CPUs comercializada con el nombre IDT Winchip en 1996-1999.
IDT vendió Centaur a VIA en 1999. Desde entonces Centaur ha diseñado CPUs de las series VIA C3, VIA C7 y VIA Nano.